# 名木洋子
名木 洋子（なぎ ようこ、1982年5月9日 - ）は、静岡県出身の女子バスケットボール選手である。ポジションはガードフォワード。175cm。ニックネームは「パル」。

## 人物
常葉学園高校卒業後の2001年、日立製作所に入社。戸塚工場バスケットボール部に加入。しかし、出場機会は全くなくチームも1シーズンで休部。
その後シャンソン化粧品へ移籍するが、1シーズン在籍で出場8試合にとどまり退社。
2003年、桜花学園大学に進み、2005年にはユニバーシアードに出場した。
卒業後の2007年、富士通に入社。レギュラーシーズン26試合に出場し、初のリーグ優勝、2冠に貢献した。
2010年世界選手権で初のA代表に選出される。
オールジャパン2011においてチームの準優勝に貢献し、大会得点王と大会ベスト5に選出された。
2015年に5人制を引退した後は3x3をプレーして3x3女子日本代表候補となった。クラブチームのBEEFMAN.EXE、2021年は焼津GRユナイテッドに所属

## 経歴
- 常葉学園高 - 日立戸塚（2001年〜2002年） - シャンソン化粧品（2002年〜2003年） - 桜花学園大学 - 富士通（2007年〜2015年）

## 日本代表歴
- 2005ユニバーシアード
- 2010世界選手権